# Chicago Marathon 1984
De Chicago Marathon 1984 werd gelopen op zondag 21 oktober 1984. Het was de 8e editie van de Chicago Marathon. De Welsh Steve Jones kwam als eerste over de streep in 2:08.05. Met deze tijd verbeterde hij het wereldrecord op de marathon. De Portugese Rosa Mota won bij de vrouwen in 2:26.01.

## Uitslagen

### Mannen
| rang   | naam               | land | tijd    |
| ------ | ------------------ | ---- | ------- |
| Goud   | Steve Jones        | WAL  | 2:08.05 |
| Zilver | Carlos Lopes       | POR  | 2:09.06 |
| Brons  | Robert de Castella | AUS  | 2:09.09 |
| 4      | Gabriel Kamau      | KEN  | 2:10.05 |
| 5      | Geoffrey Smith     | ENG  | 2:10.08 |
| 6      | Martin Pitayo      | MEX  | 2:10.29 |
| 7      | Jerry Kiernan      | IRL  | 2:12.24 |
| 8      | Kjell-Erik Ståhl   | SWE  | 2:14.16 |
| 9      | Agapius Masong     | TAN  | 2:14.23 |
| 10     | Cor Lambregts      | NED  | 2:14.46 |

### Vrouwen
| rang   | naam                        | land | tijd    |
| ------ | --------------------------- | ---- | ------- |
| Goud   | Rosa Mota                   | POR  | 2:26.01 |
| Zilver | Lisa Ondieki                | AUS  | 2:27.40 |
| Brons  | Ingrid Kristiansen          | NOR  | 2:30.21 |
| 4      | Dorthe Rasmussen            | DEN  | 2:30.42 |
| 5      | Lisa Rainsberger            | USA  | 2:31.31 |
| 6      | Glenys Quick                | NZL  | 2:32.53 |
| 7      | Regina Joyce                | IRL  | 2:35.05 |
| 8      | Jacqueline Gareau           | CAN  | 2:35.33 |
| 9      | Rita Borralho               | POR  | 2:35.43 |
| 10     | Magda Ilands                | BEL  | 2:36.04 |
| 11     | Marie-Christine Christiaens | BEL  | 2:38.25 |

1977 ·
1978 ·
1979 ·
1980 ·
1981 ·
1982 ·
1983 ·
1984 ·
1985 ·
1986 ·
1987 ·
1988 ·
1989 ·
1990 ·
1991 ·
1992 ·
1993 ·
1994 ·
1995 ·
1996 ·
1997 ·
1998 ·
1999 ·
2000 ·
2001 ·
2002 ·
2003 ·
2004 ·
2005 ·
2006 ·
2007 ·
2008 ·
2009 ·
2010 ·
2011 ·
2012 ·
2013 · 
2014 · 
2015 · 
2016 · 
2017 · 
2018 · 
2019 · 
2021 · 
2022 · 
2023